# Khmerriket

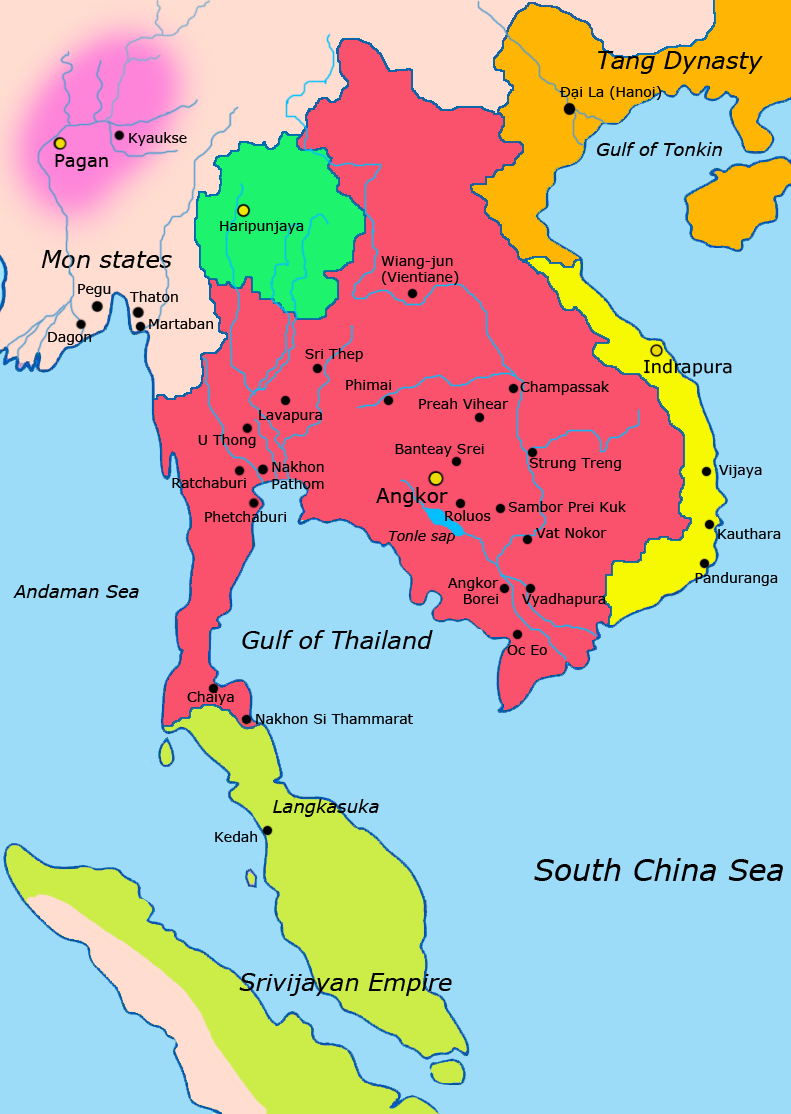
Khmerriket på 900-talet

Khmerriket var namnet på ett rike som existerade i Sydostasien mellan 800-talet och 1400-talet. När riket var som störst innefattade det Kambodja, Thailand, Laos och södra Vietnam. Centrum för riket var Angkor som då var den största staden i världen. Religion i riket var från början hinduism och mahayanabuddhism, men dessa kom att ersättas av theravadabuddhism som spreds från Sri Lanka på 1200-talet.
Uppkomsten av Khmerriket är inte helt klarlagt, men en teori gör gällande att Srivijayariket på Java genomfördes en lyckad invasion av Indokina. Perioder av oroligheter avlöste varandra och riket försvagades. Framväxande Thaistater i väster attackerade Khmerriket och 1431 erövrades Angkor av Ayutthaya. Makten försköts söderut mot Phnom Penh och den gamla huvudstaden Angkor övergavs.

## Historia

### Jayavarman II - grundare av Angkor
Jayavarman II anses vara grundare av Khmerriket. Hans ursprung är oklart, kanske kom han från kungariket Sailendra på Java, kanske från östra Sydostasien. Han byggde upp sitt inflytande och erövrade flera mindre kungadömen och 790 utnämnde han sig till kung av ett kungarike kallat Kambuja. Han utvidgade sitt rike under de kommande åren och grundade den nya huvudstaden Hariharalaya nära dagens Roluos i dagens Kambodja. Han lade därmed grunden till Angkor, som uppstod 15 kilometer nordväst om gamla huvudstaden. 802 utnämnde han sig till Chakravartin, enligt indisk-hinduisk tradition.

### Yasodharapura - föregångaren till Angkor

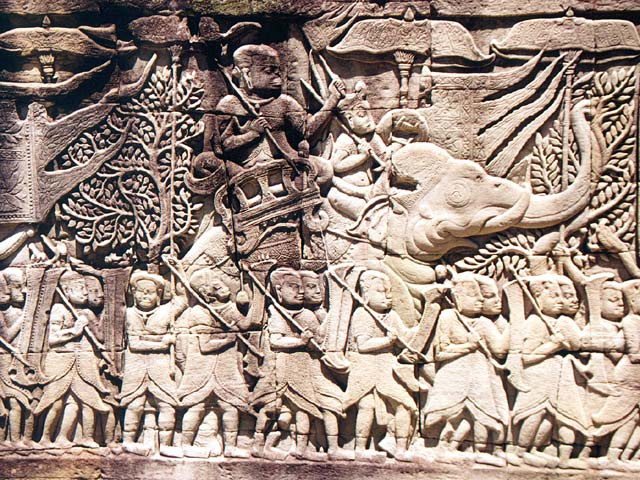
En relief från 1100- eller 1200-talet visar Khmerriket på väg till strid

Jayavarman II:s efterträdare fortsatte expansionen av Kambuja. Först följdes han av Jayavarman III. Därefter kom Indravarman I (kung mellan 877 och 889) som lyckades utöka kungariket utan krig, och kunde genomföra omfattande byggnadsprojekt tack vare ökade inkomster från handel och jordbruk. Bland de främsta byggnaderna fanns templet Preah Ko och bevattningsanläggningar. Han efterträddes av sin son Yasovarman I (kung mellan 889 och 915), som grundade en ny huvudstad, Yasodharapura - den första staden vid det som senare skulle bli Angkor.
Stadens centrala tempel byggdes på Phnom Bakheng, en kulle som reser sig 60 meter över den omgivande slätten där Angkor ligger. Under Yasovarman I skapades den östra reservoaren som mäter hela 7,5 gånger 1,8 km.
Vid början av 900-talet splittrades kungariket. Jayavarman IV grundade en ny huvudstad vid Koh Ker, ungefär 100 kilometer nordöst om Angkor. Först under Rajendravarman II (kung mellan 944 och 968) flyttades det kungliga palatset tillbaka till Yasodharapura. Han återupptog de omfattande byggnationerna från tidigare kungar och grundade ett antal tempel i Angkor-området, bland annat östra Mebon, på en ö i mitten av den östra reservoaren, och flera buddhisttempel och kloster. 950 inträffade det första kriget mellan Kambuja och Champa (det som idag är centrala Vietnam).
Mellan 968 och 1001 styrde Rajendravarman II:s son, Jayavarman V. Efter att ha blivit kung i konkurrens med de andra prinsarna var hans regeringsperiod fredlig, kännetecknad av välstånd och kulturell blomstring. Han grundade en ny huvudstad nära Yashodharapura, Jayenanagari. Vid Jayavarman V:s hov verkade filosofer, vetenskapsmän och artister. Flera nya tempel byggdes, det viktigaste var Banteay Srei, som anses vara ett av de vackraste i Angkor, och Ta Keo, det första templet i Angkor byggt helt av sandsten.
Efter Jayavarman V:s död följde ett årtionde av konflikter. Kungarnas regeringsperioder blev kortvariga, och tronskiftena skedde med våld tills Suryavarman I (kung mellan 1010 och 1050) erövrade tronen. Hans styre präglades av flera försök av hans motståndare att avsätta honom och av militära erövringar. I väster utvidgade han riket till dagens Lopburi i Thailand, i söder till Kranäset. Byggandet av den västra reservoaren, som mätte 2,2 gånger 8 kilometer och därmed var större än den östra, påbörjades under Suryavarman I.

### Suryavarman II - Angkor Wat

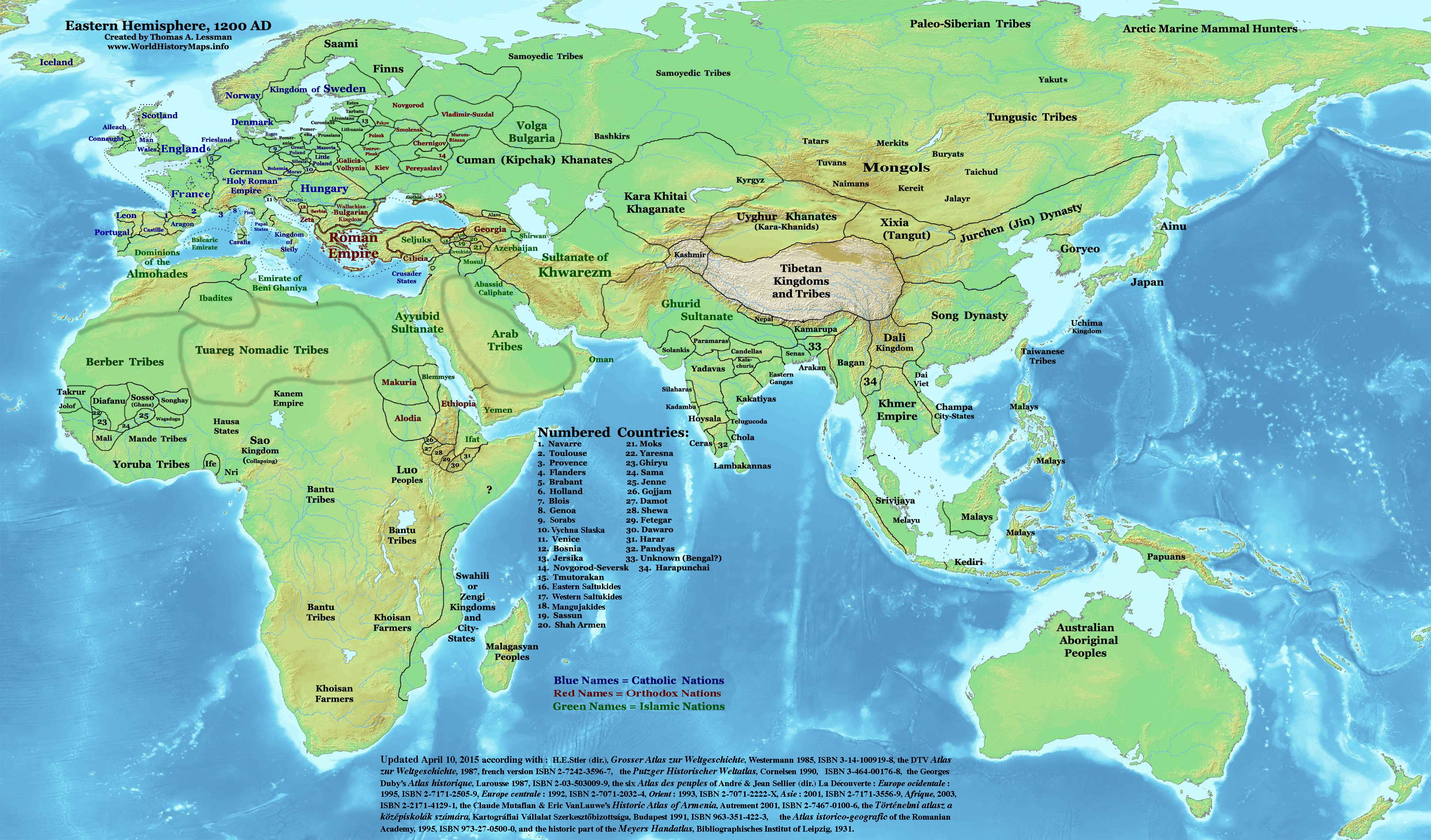
Khmerriket och resten av Eurasien under Jayavarman VII (1200-talet)

1000-talet präglades av konflikter och interna strider om makten. Först med Suryavarman II (regerade mellan 1113 och 1150) enades riket och kunde expandera. Under hans regeringsperiod byggdes under en 37-årsperiod det största templet i Angkor, Angkor Vat, tillägnat Vishnu. Suryavarman II erövrade Mon-riket Haripunjaya i väster (i dagens Thailand), och området väster om detta rike, mot gränsen till Bagan i dagens Myanmar. I söder erövrades delar av Malackahalvön ner till kungariket Grahi, i öster erövrades flera provinser från Champa och i norr sträckte sig nu Khmerriket till det som idag är södra Laos. Hur Suryavarman II slutade sina dagar är oklart, sista gången hans namn nämns är i samband med invasionsplaner av Vietnam 1145. Antagligen dog han i någon militär expedition åren därefter. Flera svaga monarker följde och 1177 besegrades Kambodja av Champa i ett sjöslag och stora delar av Khmerriket kom att styras av Champa.

### Jayavarman VII - Angkor Thom

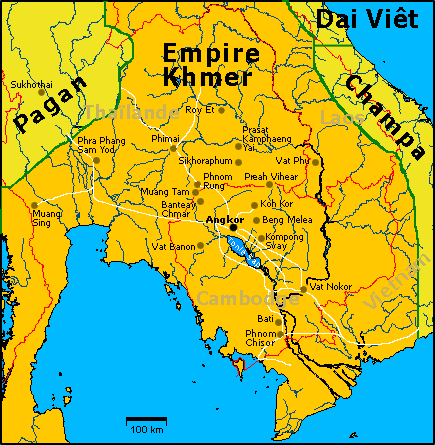
Karta över Khmerriket under sin största utbredning; under Jayavarman VII.

Kung Jayavarman VII (regeringstid 1181-1219) hade varit militär ledare under tidigare kungar. Efter att Champa hade erövrat Angkor samlade han en armé och återtog huvudstaden Yasodharapura. Han tillträdde tronen 1181 och fortsatte kriget mot Champa i 22 år då Khmerriket till slut lyckades segra och erövra stora delar av Champariket.
Jayavarman VII var den siste av de stora kungarna av Angkor, inte bara för hans framgångar på slagfältet, utan även för att han skilde ut sig från senare tyranniska härskare genom ett bättre uppförande, för att han lyckades ena riket och framför allt för de många byggnadsprojekten under hans styre. Han byggde en ny huvudstad som kallades Angkor Thom (stor stad). I centrum hade kungen uppfört ett statstempel, tornen prydda av boddhisattva Avalokiteshvara ansikte, vart och ett flera meter högt, utmejslade ur sten. Andra viktiga tempel under Jayavarmnas tid vid makten var Ta Prohm, Banteay Kdei och Neak Pean, och vattenreservoaren Srah Srang. Ett omfattande nätverk av vägar byggdes som band ihop städerna i riket. 121 värdshus byggdes för handelsmän, tjänstemän och resande, och han uppförde 102 sjukhus.

### Zhou Daguan - den sista storhetstiden
Efter Jayavarman VII:s död blev hans son, Indravarman II (regerade 1219-1243), kung över Khmerriket. Precis som sin far var han buddhist och slutförde byggandet av de tempel som hade påbörjats under hans fars styre men som krigare var han däremot mindre framgångsrik. 1220 fick Khmerriket dra sig tillbaka från många av de provinser som tidigare hade erövrats från Champa. I väster gjorde sig thaifolk fria och grundade det första thairiket Sukhothai, och Khmerriket förlorade mark. Under de kommande 200 åren kom thairiken att utgöra den viktigaste fienden för Khmerriket. Indravarman II efterträddes av Jayavarman VIII (regerade 1243-1295). Till skillnad från sina föregångare var han hindu och en aggressiv motståndare till buddhismen. Han förstörde många buddhistiska tempel och gjorde om andra till hinduistiska tempel. Mongolriket utgjorde ett hot under Kublai Khans general Sagatu, men genom att betala tribut undveks en konflikt. Jayavarman VIII:s regeringsperiod slutade 1295 när han avsattes av sin son Srindravarman (regerade 1295-1309). Han var anhängare av Theravada buddhismen, som hade kommit till Sydostasien från Sri Lanka och som vann inflytande i större delen av regionen.
I augusti 1296 anlände den kinesiske diplomaten Zhou Daguan till Angkor, och stannade där till juli 1297. Han var varken den förste eller siste kinesiske representanten att besöka Kambodja, men hans besök hade betydelse eftersom han skrev om sitt liv i Angkor. Hans porträttering är idag en av de viktigaste källorna för vår förståelse om livet i Angkor. Förutom beskrivningar av flera stora tempel (till exempel Bayon, Baphuon, Angkor Wat, hans beskrivning är anledningen till att man idag vet att Bayons torn var täckta av guld), ger hans text också en god inblick i vanligt människor liv och traditioner.

### Slutet för Angkor
Det finns få historiska källor från tiden efter Srindravarmans tid. Den sista kända inskriptionen på en pelare är från 1327. Inga fler större tempel uppfördes. Historiker misstänker en koppling till kungens övergång till Theravada buddhism vilket skulle kunna påverkat behovet av att uppföra tempel. Samhället hade ett stort beroende av risodlande men vattenhushållningen försämrades och skörden kom därmed att påverkas negativt vid torka och översvämningar. I väster blev Sukhothai, som tidigare hade stått emot Khmerrikets erövringsförsök, i sin tur erövrat av Ayutthaya 1350. Därefter var det Ayutthaya som var Khmerrikets huvudrival, och flera attacker genomfördes som slogs tillbaka, men 1431 hade maktbalansen förskjutits så pass av Angkor kunde erövras.
Befolkningscentrumet låg i söder, vid dagens Phnom Penh. Angkor kom att minska i betydelse, även om det inte är säkert att staden helt övergavs. Det är möjligt att kungar fanns parallellt vid båda områdena. Det slutgiltiga övergivande av Angkor kan därför berott på att den ekonomiska makten försköts, och därmed också den politiska, när Phnom Penh blev ett viktigt handelscentrum vid Mekong. Dyra byggnadsprojekt och interna stridigheter om makten antas inneburit dödsstöten för Khmerriket.

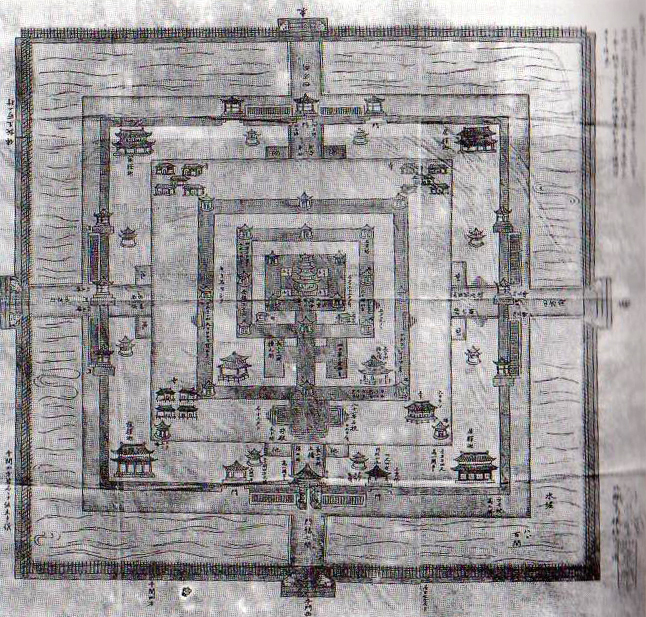
En karta över Angkor Wat skapad av en japansk pilgrim mellan 1623 och 1636

En alternativ teori om Khmerrikets undergång är att miljöproblem och kollaps för infrastrukturen var orsaken. Khmererna kan ha haft ett avancerat system av dammar och kanaler som användes för handel, bevattning och transporter. När befolkningen växte innebar det hårdare tryck på systemet och större områden användes för risproduktion genom att skogar på bergssluttningar röjdes. Vid regnperioderna sköljdes jorden bort och hamnade i kanalerna som slammades igen.
Oavsett orsakerna till Angkor fall finns det bevis för att staden användes senare. Under Barom Reachea I (regerade mellan 1566 och 1576), som tillfälligt lyckades driva bort thailändarna, flyttades under en kort period kungen till Angkor. Från 1600-talet finns det inskriptioner som visar att det fanns japanska bosättningar parallellt med de kvarvarande khmererna.
Den mest kända berättar om Ukondafu Kazufusa som firade Kambodjanskt nyår där 1632.